# Société générale des transports aériens
La Société générale des transports aériens (SGTA, conosciuta anche come Lignes Farman o Lignes Aériennes Farman) è stata una compagnia aerea francese, creata nel 1924 da Henri Farman, Maurice Farman e Dick Farman, con un capitale di 12 milioni di franchi.

È stata attiva fino al 1933 quando è stata fusa con altre compagnie francesi per formare l'Air France.

## Storia
La SGTA è stata creata per far fronte ai cambiamenti mondiali del trasporto aereo. La prima decisione fu la specializzazione del personale di prova e personale di linea. La gestione del traffico fu ugualmente razionalizzata facendo comparire il concetto di passeggeri per chilometro così come chilogrammo per chilometro per le merci e la posta.
La SGTA è una delle quattro compagnie che diedero vita nel 1933 all'Air France:
- Air Orient, che serviva il Mediterraneo e l'Oriente
- Air Union e Société générale des transports aériens (SGTA), che servivano l'Europa occidentale
- Compagnie internationale de navigation aérienne (CIDNA), che serviva l'Europa centrale
- Aéropostale, che serviva l'America del sud (acquistata in un secondo momento)

## Aerei
La compagnia ha utilizzato unicamente aerei Farman:
- Farman F.60 Goliath
- Farman F.70
- Farman F.121 Jabiru
- Farman F.170 Jabiru
- Farman F.180 Oiseau Bleu